# Pallavolo ai Giochi della XXIX Olimpiade
I tornei di pallavolo ai Giochi della XXIX Olimpiade si sono svolti dal 9 al 24 agosto del 2008 a Pechino, in Cina, durante i Giochi della XXIX Olimpiade.

## Qualificazioni

### Maschile
| Maschile                                    | Data                       | Organizzatore        | Posti | Qualificati             |
| ------------------------------------------- | -------------------------- | -------------------- | ----- | ----------------------- |
| Coppa del Mondo maschile FIVB 2007          | 18 Nov - 2 Dic 2007        | Giappone             | 3     | Brasile Russia Bulgaria |
| Preolimpico europeo                         | 7-13 gennaio 2008          | Turchia, Smirne      | 1     | Serbia                  |
| Preolimpico Africano                        | 1-10 febbraio 2008         | Sudafrica            | 1     | Egitto                  |
| Preolimpico Nordamericano                   | 5-13 gennaio 2008          | Porto Rico, Caguas   | 1     | Stati Uniti             |
| Preolimpico sudamericano                    | 3-7 gennaio 2008           | Argentina, Formosa   | 1     | Venezuela               |
| Preolimpico mondiale 1 Preolimpico asiatico | 31 maggio - 8 giugno 2008  | Giappone             | 1     | Italia Giappone         |
| Preolimpico mondiale 2                      | 30 maggio - 1º giugno 2008 | Portogallo           | 1     | Polonia                 |
| Preolimpico mondiale 3                      | 23-25 maggio 2008          | Germania, Düsseldorf | 1     | Germania                |
| Nazione ospitante                           | -                          | -                    | 1     | Cina                    |
| TOTALE                                      |                            |                      | 12    |                         |

### Femminile
| Maschile                                          | Data                | Organizzatore      | Posti | Qualificati                        |
| ------------------------------------------------- | ------------------- | ------------------ | ----- | ---------------------------------- |
| Coppa del Mondo femminile FIVB 2007               | 2-16 novembre 2007  | Giappone           | 3     | Italia Brasile Stati Uniti         |
| Preolimpico europeo                               | 14-20 gennaio 2008  | Germania, Halle    | 1     | Russia                             |
| Preolimpico Africano                              | 20-30 gennaio 2008  | Algeria            | 1     | Algeria                            |
| Preolimpico Nordamericano                         | 14-22 dicembre 2007 | Messico, Monterrey | 1     | Cuba                               |
| Preolimpico sudamericano                          | 3-7 gennaio 2008    | Perù, Lima         | 1     | Venezuela                          |
| Preolimpico mondiale Migliore asiatica del torneo | 17-25 maggio 2008   | Giappone           | 3 1   | Polonia Serbia Giappone Kazakistan |
| Nazione ospitante                                 | -                   | -                  | 1     | Cina                               |
| TOTALE                                            |                     |                    | 12    |                                    |

## Calendario
| Uomini |     | 1°T |     | 1°T |     | 1°T |     | 1°T |     | 1°T |    | Q. |    | SF |        | Finale | 1 |
| Donne  | 1°T |     | 1°T |     | 1°T |     | 1°T |     | 1°T |     | Q. |    | SF |    | Finale |        | 1 |
| Totale |     |     |     |     |     |     |     |     |     |     |    |    |    |    | 1      | 1      | 2 |

|  | Qualificazioni |  | FINALI |

## Podi

### Uomini
| Evento                        | Oro | Argento | Bronzo |
| Pallavolo maschile (dettagli) | Stati Uniti Lloy Ball Sean Rooney David Lee Richard Lambourne William Priddy Ryan Millar Riley Salmon Thomas Hoff Clayton Stanley Kevin Hansen Gabriel Gardner Scott Touzinsky | Brasile Dante do Amaral Marcelo Elgarten Gustavo Endres Bruno de Rezende Gilberto Godoy Filho André Heller Murilo Endres André Nascimento Anderson Rodrigues Samuel Fuchs Sérgio dos Santos Rodrigo Santana | Russia Aleksandr Korneev Semën Poltavskij Aleksandr Kosarev Sergej Grankin Sergej Tetjuchin Vadim Chamutckich Jurij Berežko Aleksej Ostapenko Aleksandr Volkov Aleksej Verbov Maksim Michajlov Aleksej Kulešov |

### Donne
| Evento                         | Oro | Argento | Bronzo |
| Pallavolo femminile (dettagli) | Brasile Walewska de Oliveira Carolina Albuquerque Marianne Steinbrecher Paula Pequeno Thaísa de Menezes Hélia de Souza Valeska Menezes Fabiana Claudino Wélissa Gonzaga Jaqueline de Carvalho Sheilla de Castro Fabiana de Oliveira | Stati Uniti Ogonna Nnamani Danielle Scott Tayyiba Haneef Lindsey Berg Stacy Sykora Nicole Davis Heather Bown Jennifer Joines Kimberly Glass Robyn Ah Mow Kim Willoughby Logan Tom | Cina Wang Yimei Feng Kun Yang Hao Liu Yanan Wei Qiuyue Xu Yunli Zhou Suhong Zhao Ruirui Xue Ming Li Juan Zhang Na Ma Yunwen |

## Medagliere
| Posizione | Paese       |   |   |   | Totale |
| --------- | ----------- | - | - | - | ------ |
| 1         | Brasile     | 1 | 1 | 0 | 2      |
| 1         | Stati Uniti | 1 | 1 | 0 | 2      |
| 3         | Cina        | 0 | 0 | 1 | 1      |
| 3         | Russia      | 0 | 0 | 1 | 1      |
| Totale    | Totale      | 1 | 1 | 1 | 3      |